# قياس سمع النغمة النقية
 قِياس سمع النّغْمة النَّقِية (بالإنجليزية:pure tone audiometry)(باختصار PTA) هو اختبار السمع الرئيسي المستخدم لتحديد مستويات عتبة السمع، مما يتيح تحديد درجة ونوع فقدان السمع وبالتالي توفير أساس للتشخيص والإدارة. بمعنى آخر، هو اختبار وقياس سلوكي ذاتي لعتبة السمع، لأنه يعتمد على استجابات المريض لمنبهات النغمة النقية، وهو مصمم لقياس شدة وتوازن السمع الأحادي الجانب أو الثنائي الجانب بهدف تشخيص فقدان السمع لدى الشخص. ولذلك، يتم استخدامه فقط على الأشخاص البالغين والأطفال الناضجين بما يكفي للتعاون مع إجراءات الاختبار.
 يتم تسجيل نتائج الاختبار على شكل مخطط للسمع.  تُظهر النتائج عتبة النغمة النقية للشخص (PTT)، وهي الصوت الأكثر هدوءًا الذي يمكن سماعه على الأقل بنسبة 50 بالمائة من الوقت. عند الانتهاء من هذا الاختبار، سيكون أخصائي السمع قادرًا على معرفة درجة فقدان السمع التي يعاني منها الشخص وما إذا كان ذلك يؤثر على إحدى الأذنين أم كليهما.
عادةً ما يتم اختبار السمع الوظيفي (أو السمع المحيطي) لكل أذن على حدة، تحت سماعات معايرة سريريًا. يتم اختبار الترددات المختلفة (هرتز) بمستويات شدة مختلفة (ديسيبل).  يمكن للأذن البشرية السليمة عادةً اكتشاف ما بين 20 و 20000 هرتز مع نطاق شدة صوتية من 0 إلى 120 ديسيبل.  
يمكن تمثيل مكونات صوت الكلام من 125-8000 هرتز حسب السماعة. ولذلك، يركز اختبار قياس النغمة النقية عادة على الترددات الممثلة في الأصوات البشرية من الذكور والإناث، وهي 250-8000 هرتز. يمكن أن يختلف عدد الترددات المختارة حسب عمر الشخص الذي تم اختباره، وسبب الاختبار، والوقت المخصص للاختبار.
يشير متوسط النغمة النقية (PTA) إلى متوسط مستويات عتبة السمع عند مجموعة من الترددات المحددة: عادة 500 و 1000 و 2000 و 4000 هرتز. تعطي هذه القيمة فكرة عن مستوى السمع للفرد في كل أذن. نظرًا لأن أصوات الكلام يتم تمثيلها بشكل أكثر كثافة في الترددات المتوسطة، لا يتم تضمين الترددات الخارجية في حساب متوسط النغمة النقية PTA للسماح بمقارنات أكثر اتساقًا. إذا كان PTA أقل من 25 ديسيبل، فسيتم اعتبار السنه ضمن الحدود الطبيعية. في حال كان ال PTA 95 ديسيبل، سيتم النظر في جلسة أخرى. يجب أن تكون قيمة هذا المتوسط قريبة من عتبة استقبال الكلام (SRT) في حدود 5 ديسيبل وعتبة كشف الكلام (SDT) في حولي 6-8  ديسيبل.PTA مفيد أيضًا عند مقارنة إحدى الأذنين بالأخرى، لتحديد ما إذا كان الشخص يعاني من «سمع أفضل» في أحد الأذنين.

## الاختلافات
هناك حالات لا يكون فيها قياس سمع النغمة النقية طريقة مناسبة أو فعالة لاختبار العتبة السمعية. قد يكون إجراء بعض التغييرات على طرق الاختبار التقليدية ضرورياً، خاصةً مع السكان الغير القادرين على التعاون مع الاختبار من أجل الحصول على حدود سمعية. على سبيل المثال، قد يكون قياس السمع المجال الصوتي أكثر ملاءمة عندما يتعذر على المرضى ارتداء سماعات الأذن، حيث يتم تقديم المنبهات عادة بواسطة مكبر الصوت. أحد سلبيات هذه الطريقة هو أنه على الرغم من إمكانية الحصول على عتبات، فإن النتائج ليست خاصة بالأذن. بالإضافة إلى ذلك، قد تكون الاستجابة لمنبهات النغمة النقية محدودة، لأن النغمات النقية في الحقل الصوتي تخلق موجات دائمة، والتي تغير شدة الصوت داخل مجال الصوت. لذلك، قد يكون من الضروري استخدام المنبهات الأخرى، مثل النغمات المشهورة في اختبار المجال الصوتي. هناك اختلافات في اختبارات قياس السمع التقليدية المصممة خصيصًا للأطفال الصغار والرضع، مثل قياس السمع الملاحظة السلوكية، قياس السمع البصري التعزيز وقياس سرعة اللعب.
يختبر قياس السمع التقليدي الترددات التي تتراوح بين 250 هرتز (Hz) و 8 kHz، في حين يختبر قياس السمع العالي التردد في المنطقة من kHz 8 إلى 16 kHz.  يبدو أن بعض العوامل البيئية، مثل الأدوية السامة والتعرض للضوضاء، هي أكثر ضرراً للحساسية عالية التردد مقارنة بحساسية الترددات المتوسطة أو المنخفضة. لذلك، يعد قياس السمع عالي التردد طريقة فعالة لرصد الخسائر التي يشتبه في أنها ناجمة عن هذه العوامل. كما أنه فعال في الكشف عن تغييرات الحساسية السمعية التي تحدث مع تقدم العمر.

## المعايير الإجرائية لقياس النغمة النقية
المعيار الحالي للمنظمة الدولية للمعايير (ISO) لقياس السمع النقي هو ISO: 8253-1، الذي نشر لأول مرة في عام 1983.المعيار الوطني الأمريكي للمعايير (ANSI) الحالي لقياس السمع النقي هو ANSI / ASA S3.21-2004، الذي أعدته الجمعية الصوتية الأمريكية.
في المملكة المتحدة، الجمعية البريطانية لعلم السمع (BSA) مسؤولة عن نشر الإجراء الموصى به لقياس السمع النقي، وكذلك العديد من الإجراءات السمعية الأخرى.  يعتمد الإجراء البريطاني الموصى به على المعايير الدولية. على الرغم من وجود بعض الاختلافات، فإن الإجراءات الموصى بها من BSA تتفق مع معيار ISO: 8253-1.  توفر الإجراءات الموصى بها من BSA بروتوكول اختبار «أفضل ممارسة» للمهنيين لمتابعة وزيادة الصلاحية والسماح بتوحيد النتائج في جميع أنحاء بريطانيا.
في الولايات المتحدة، نشرت جمعية اللغة الأمريكية للسمع واللغة (ASHA) مبادئ توجيهية لقياس السمع اليدوي للنغمات الصرفة اليدوية في عام 2005.

## مخططات السمع وفقدان السمع
يعطي شكل مخطط السمع الناتج عن قياس السمع النقي إشارة إلى نوع فقدان السمع وكذلك الأسباب المحتملة. يُظهر فقدان السمع التوصيلي الناجم عن اضطرابات الأذن الوسطى زيادة ثابتة في العتبات عبر مدى التردد. سيكون لفقدان السمع الحسي العصبي شكل محدد حسب السبب. الصمم الشيخوخي أو فقدان السمع المرتبط بالعمر على سبيل المثال يتميز بانقلاب عالي التردد (زيادة في العتبات). فقدان السمع الناجم عن الضوضاء له درجة مميزة عند 4000 هرتز. ملامح أخرى قد تشير إلى أسباب أخرى لفقدان السمع.

## عتبات قياس سمع النغمة النقية وفقدان السمع
يوصف قياس سمع النغمة النقية بأنه المعيار الذهبي لتقييم فقدان السمع ولكن مدى دقته في تصنيف فقدان السمع لدى الفرد، من حيث ضعف السمع وإعاقة السمع لا يزال قيد الجدل. تُعرّف منظمة الصحة العالمية (WHO) ضعف السمع بأنه فقدان السمع مع عتبات أعلى من 25db في أحد الأذنين أو كليهما.تُصنف درجة فقدان السمع على أنها خفيفة أو معتدلة أو شديدة أو عميقة. ومع ذلك، فإن نتائج قياس سمع النغمة النقية هي مؤشر جيد جدًا لضعف السمع.
تُعرّف منظمة الصحة العالمية الإعاقة السمعية بأنها انخفاض في القدرة على سماع الأصوات في كل من البيئات الهادئة والصاخبة (مقارنة بالأشخاص ذوي السمع الطبيعي)، والذي ينتج عن ضعف السمع.[بحاجة لمصدر]قامت العديد من الدراسات بالتحقيق فيما إذا كانت مشاكل السمع التي تم الإبلاغ عنها ذاتيًا (عبر الاستبيانات والمقابلات) مرتبطة بنتائج قياس السمع النغمة النقية. تشير نتائج هذه الدراسات إلى أنه بشكل عام، تتوافق نتائج قياس سمع النغمة النقية مع مشاكل السمع المبلغ عنها ذاتيًا (أي الإعاقة السمعية). ومع ذلك، بالنسبة لبعض الأفراد تختلف الحالة، حيث لا يجب استخدام نتائج قياس سممع النغمة النقية فقط للتأكد من الإعاقة السمعية للفرد.
تمت مراجعة بيانات ضعف السمع (بناءً على مخطط السمع) والإعاقة السمعية (بناءً على تمييز الكلام في الضوضاء) من قبل Reinier Plomp. أدى هذا إلى صياغة المعادلات، التي وصفت عواقب فقدان السمع على وضوح الكلام. أشارت نتائج هذه المراجعة إلى وجود عاملين لفقدان السمع شاركا في التأثير على وضوح الكلام. هذه العوامل سميت العامل أ والعامل د. العامل أ أثر على وضوح الكلام عن طريق توهين الكلام، في حين أثر العامل د على وضوح الكلام عن طريق تحريف الكلام.
يتم تعريف عتبة التعرف على الكلام (SRT) على أنها مستوى ضغط الصوت حيث يتم تحديد 50 ٪ من الكلام بشكل صحيح.  بالنسبة لشخص يعاني من فقدان السمع التوصيلي (CHL)في بيئة هادئة، يجب أن تكون SRT أعلى من الشخص ذي السمع الطبيعي. تعتمد الزيادة في SRT على درجة فقدان السمع فقط، لذلك يعكس العامل A المخطط السمعي لذلك الشخص. في الضوضاء، يعاني الشخص الذي يعاني من CHL من نفس المشكلة التي يعاني منها الشخص ذو السمع الطبيعي.
بالنسبة لشخص يعاني من فقدان السمع الحسي العصبي (SNHL)، يحتاج SRT أيضًا إلى أن يكون أعلى من الشخص ذي السمع الطبيعي في البيئة الهادئة. هذا لأن العامل الوحيد المهم في البيئة الهادئة لـ CHL و SNHL هو مسموعة الصوت، الذي يتوافق مع العامل A. في المقابل، يحتاج الشخص المصاب بـ SNHL في الضوضاء، إلى أن تكون نسبة الإشارة إلى الضجيج أفضل لتحقيق نفس مستوى السمع للشخص ذو السمع الطبيعي والشخص الذي لديه CHL. هذا يدل على أنه في الضوضاء، لا يكفي العامل أ لتفسير مشاكل الشخص المصاب بـ SNHL. لذلك، هناك مشكلة أخرى حالية، وهي العامل D. في الوقت الحاضر، من غير المعروف ما الذي يسبب العامل D. وبالتالي، في الضوضاء، لا يكون المخطط السمعي مهم (خاصة في حالة الSNHL). إن نوع فقدان السمع هو المهم في هذه الحالة. 
هذه النتائج لها آثار مهمة على تصميم المساعدات السمعية.  نظرًا لأن المساعدات السمعية في الوقت الحاضر يمكن أن تعوض العامل أ، ولكن هذا ليس هو الحال بالنسبة للعامل د. قد يكون هذا هو السبب في أن المساعدات السمعية ليست مرضية لكثير من الناس.

## روابط خارجية
- Audition Cochlea Promenade oreille ear ear Corti CRIC Montpellier . يوفر موقع الويب هذا رسومات تخطيطية ممتازة وصور متحركة تساعد في فهم الموضوعات التي تمت تغطيتها. هناك مجموعة واسعة من الموضوعات التي يتم تناولها بما في ذلك الصوت، القوقعة، جهاز كورتي، أمراض خلايا الشعر والقياس السمعي.
- موارد السمع . يوفر هذا الموقع موارد مفيدة للأشخاص المهتمين بعلم السمع.
- يوفر هذا الموقع معلومات ممتازة فيما يتعلق بإجراء اختبار السمع